# Faculté des arts, lettres, langues et sciences humaines d'Aix-Marseille
La faculté des arts, lettres, langues et sciences humaines est une unité de formation et de recherche de l'université d'Aix-Marseille.
Créée en 2010, elle compte environ 13 600 étudiants et délivre une centaine de diplômes différents. Elle est implantée à Aix-en-Provence (campus Schuman), Marseille (espace Yves Mathieu).

## Histoire
Si l'université d'Aix est créée en 1409 par le Comte de Provence Louis II d'Anjou, il faut attendre 1543 pour que la ville d'Aix transforme son école municipale en collège, qui fait alors office de faculté des arts.  En 1793, comme partout en France, l'université est dissoute.
En 1846, le recteur Defougères obtient par décret de Louis-Philippe Ier la réouverture d'une faculté des lettres à Aix-en-Provence. Elle est alors située dans l'Hôtel Maynier d’Oppède, dans l'actuelle rue Gaston-de-Sapporta. Hippolyte Fortoul en est le premier doyen. La faculté accueille quelques enseignants prestigieux comme Lucien-Anatole Prévost-Paradol (littérature), Jules Zeller (histoire), Paul et Étienne Souriau ou Maurice Blondel (philosophie). En 1948, le nombre d'étudiants est d'environ 1 500.
En 1953, la faculté de lettres déménage avec la faculté de droit dans de nouveaux bâtiments situés à proximité du Parc Jourdan et dont l'intérieur et la bibliothèque sont l'œuvre de Fernand Pouillon. La faculté de lettres atteint les 3 000 étudiants en 1957. Georges Duby y occupe la chaire d'histoire du Moyen Âge à partir de 1951. Parmi les enseignants connus, on compte également Georges Mounin (linguistique), Émile-Guillaume Léonard, Maurice Agulhon, Paul Veyne (histoire), Gilles Gaston Granger (philosophie), Christian Goudineau (archéologie).
En 1966, la faculté de lettres, sous la direction de Bernard Guyon, emménage dans ses locaux actuels de l'avenue Robert-Schuman. En Mai 68, alors que le mouvement touche peu la faculté de droit voisine, la faculté de lettres se met en grève. 
Avec la loi Faure du 12 novembre 1968, la faculté de lettres d'Aix-en-Provence intègre l'université de Provence Aix-Marseille I. Les enseignements de lettres et sciences humaines sont répartis en six unités de formation et de recherche (UFR). 
À partir de la fin des années 2000, l'espace Yves Mathieu ouvre sur le campus Saint-Charles et propose pour la première fois des enseignements de lettres et sciences humaines à Marseille. En 2010, les UFR de lettres fusionnent en une UFR unique d'arts, lettres, langues et sciences humaines (ALLSH) qui intègre au 1er janvier 2012 l'Université d'Aix-Marseille.

## Campus

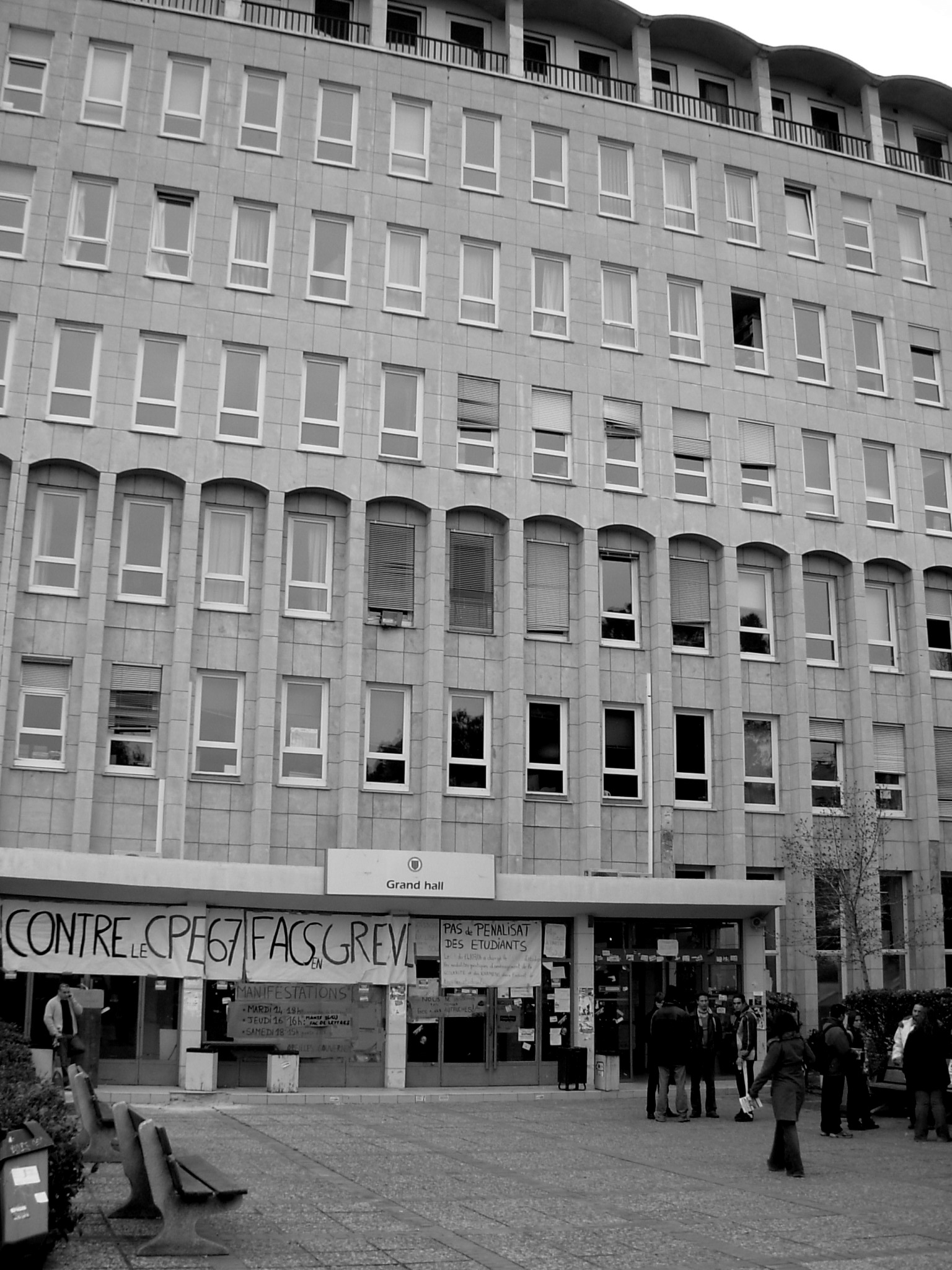
L'entrée principale du campus Schuman en 2006 lors du mouvement contre le CPE.

Après avoir occupé un hôtel particulier en centre-ville (1846-1953) puis les mêmes locaux que la faculté de droit (1953-1966), la faculté de lettres est implantée depuis 1966 sur le site Schuman. Le bâtiment, prévu pour abriter 8 000 étudiants, en a accueilli jusqu'à 24 000 dans les années 1990. Le campus, vétuste, fait l'objet d'un vaste plan de rénovation devant aboutir en 2018 dans le cadre du plan Campus. Un nouveau bâtiment, la « maison de la recherche », est également en construction. Le campus Schuman accueille en outre en son sein le théâtre Antoine Vitez.
Le campus Saint-Charles de Marseille, principalement occupé par la faculté des sciences, accueille depuis la fin des années 2000 l'espace Yves Mathieu consacré aux lettres et sciences humaines.

## Enseignement
L'UFR arts, lettres, langues et sciences humaines compte 27 départements regroupés en 5 pôles :
- Lettres et arts
  - Arts du spectacle
  - Lettres modernes
  - Musicologie
- Langues, langage et cultures
  - Français langue étrangère (FLE)
  - Langues étrangères appliquées (LEA)
  - Linguistique des langues romanes et roumain
  - Sciences du langage
  - Étude du monde anglophone
  - Études asiatiques
  - Études germaniques
  - Études hispaniques et latino-américaines
  - Études italiennes
  - Études luso-brésiliennes
  - Études moyen-orientales
  - Études slaves
- Psychologie et sciences de l’éducation
  - Psychologie cognitive
  - Psychologie clinique
  - Psychologie sociale et du travail
  - Psychologie développementale et différentielle
  - Sciences de l'éducation
- Humanités, sciences historiques et sociales
  - Anthropologie
  - Histoire
  - Histoire de l’art et archéologie
  - Philosophie
  - Sciences de l'Antiquité
  - Sociologie
- Géographie, aménagement, environnement

La faculté dispose également du centre de formation des musiciens intervenant (CFMI), d'un centre de télé-enseignement en lettres (CTEL) et d'un centre informatique lettres et sciences humaines (CILSH) qui délivre notamment le certificat informatique et internet.

## Recherche
La faculté compte 15 laboratoires de recherche et 5 unités mixte de recherche ainsi que 3 écoles doctorales :
- Langues, lettres et arts ;
- Espaces, cultures, sociétés ;
- Cognition, langages, éducation.

Une partie des activités de recherche a lieu au sein de la Maison méditerranéenne des Sciences de l'homme.

## Enseignants célèbres
Lettres
- Hippolyte Fortoul
- Lucien-Anatole Prévost-Paradol

Histoire
- Maurice Agulhon
- Georges Duby
- Christian Goudineau
- Robert Ilbert
- Émile-Guillaume Léonard
- Paul Veyne
- Jules Zeller

Philosophie
- Pierre Aubenque
- Gaston Berger
- Maurice Blondel
- Jean-Pierre Cometti
- Gilles Gaston Granger
- Louis Guillermit
- Gérard Lebrun
- Pierre Livet
- Jacques Morizot
- Mazarine Pingeot
- Paul Souriau
- Étienne Souriau

Linguistique
- Georges Mounin
- Jean Véronis